# 東洋工業サッカー部
東洋工業サッカー部（とうようこうぎょうサッカーぶ）は、かつて存在した日本のサッカークラブ。日本プロサッカーリーグに加盟するサンフレッチェ広島F.Cの前身となったクラブである。

## 概要
1938年に東洋工業（現マツダ）のサッカー部として創部、1981年から「マツダサッカークラブ」と名称を変更した。本拠地は広島県安芸郡府中町(マツダ本社所在地)。なお、現在マツダサッカークラブ（マツダSC）の名前で活動しているチームは、元々このクラブの2軍として活動していたチームである。
1949年、実業団チームとして初めて天皇杯全日本サッカー選手権大会出場。1954年には実業団として初めて天皇杯決勝に進出。1965年から始まった日本サッカーリーグ（JSL）には初年度から参加し、1960年代に全盛期を極め、日本のトップリーグでは空前絶後の四連覇を含む JSL最多優勝5回。天皇杯では、後身のマツダSC/サンフレッチェ広島を含め、2022年までに歴代最多71回の本大会出場回数を誇り、通算最多の127勝、決勝進出も歴代最多の14回と、日本サッカー史に残る名門クラブの一つ。

## 諸元

### 略歴
- 1938年 : 東洋工業蹴球部として創部
- 1943年 : 休部
- 1947年 : 活動再開
- 1949年 : 実業団チームとして初めて天皇杯全日本サッカー選手権大会出場
- 1954年 : 実業団チームとして初の天皇杯決勝進出
- 1956年 : 全日本実業団サッカー選手権大会初優勝
- 1957年 : 天皇杯準優勝
- 1962年 : 国民体育大会優勝、全国実業団優勝
- 1965年 : 第1回日本サッカーリーグ(JSL)に参加・初優勝、天皇杯初優勝
- 1966年 : JSL優勝、天皇杯準優勝
- 1967年 : JSL優勝、天皇杯優勝
- 1968年 : JSL優勝・4連覇（JSL最高記録、連続優勝回数）
- 1969年 : 天皇杯優勝、アジアクラブ選手権（現AFCチャンピオンズリーグ）に日本勢として初出場し3位[2]
- 1970年 : JSLで5度目の優勝（JSL最高優勝回数記録）、天皇杯準優勝
- 1971年 : 東洋工業サッカー部に名称変更
- 1978年 : 天皇杯準優勝
- 1981年 : マツダスポーツクラブ東洋工業サッカー部に名称変更
- 1983年 : JSL2部降格
- 1984年 : マツダスポーツクラブサッカー部に名称変更
- 1985年 : JSL1部昇格
- 1986年 : マツダサッカークラブに名称変更
- 1987年 : 天皇杯準優勝
- 1988年 : JSL2部降格
- 1991年 : JSL1部昇格

### ホームスタジアム
創部からJSL初期ごろまでは広島市内3つの高校グラウンドを使った。広島県立広島国泰寺高等学校、広島大学附属高等学校、広島皆実高校の3つ。主に使用していたのは交通の便のよさから現在の中区国泰寺町の国泰寺高校グラウンド。また1965年JSL最終節で優勝を決めた試合は、南区翠の広島大学附属高校グラウンド。1966年JSL2年目の開幕戦は南区出汐の皆実高グラウンドだった。この3校のグラウンドは2024年現在も当時と同じ位置にある。
1960年代、海外クラブとの試合やJSL東西対抗戦を中区基町の広島市民球場（旧市民球場）で行った事がある。
1970年代以降、西区観音の県営競技場がホームスタジアムとなった。それに加えて1980年代には、呉市の当時マツダ福利厚生施設であったマツダ健保グラウンド（現呉市総合スポーツセンター）を用いていたこともある。

### ユニフォームカラー
初期は白や紺、1970年代は赤ベースの黒縦縞、1980年代はカンパニーカラーと同じ青と黄。
ちなみに、紺から赤への変更は東洋工業の関連チームである広島東洋カープと同じ移行である。青と黄の配色は現在マツダのシンボルチームであるマツダブルーズーマーズやマツダ陸上競技部でも採用されていたが、陸上競技部は2015年に赤と白の配色に変更された。後身のサンフレッチェ広島でも当初はチームカラーを青にする話もあった（詳細はサンフレッチェ広島F.C#チーム名およびチームカラー参照）。

## 歴史

### 創設期
日本で初めてのサッカー国際親善試合は第一次世界大戦下の広島似島で行われたとされ、広島は古くからサッカーが盛んな土地柄。戦前、広島は兵庫・東京と共に「サッカー御三家」と呼ばれ、日本サッカーの先進地であった。この環境の中で育った山崎芳樹が1938年（昭和13年）に東洋工業（現マツダ）へ入社し、同好会形式で創部したのが「東洋工業蹴球部」である。しかしこの時代、この地域のサッカーチームとしては呉海軍工廠が圧倒的に強く、東洋工業は全国大会には1度も出場出来なかった。この時期のタイトルとして、1941年（昭和16年）第8回中国実業団蹴球大会決勝対広島電気（現中国電力）戦において4-0で勝利し優勝したものがある。
1943年（昭和18年）、太平洋戦争の戦況が厳しくなったため休部する。1945年（昭和20年）8月6日、広島市への原子爆弾投下により市内は甚大な被害を受け、社員も被爆している。なお、このクラブに所属した選手の徴兵および被爆状況など戦中の選手の状況は不明であるが、後に東洋工業に入団した選手には被爆者が存在する。
戦後復興の最中、蹴球部も1947年（昭和22年）に再開。原爆で焼け野原となった広島のスポーツ復興にプロ野球・広島カープとともに中心的な存在となる。元々、広島県は戦前から各種スポーツが盛んで、旧制中学校、旧制高等学校、実業団ともそれぞれの全国大会での強力ぶりが注目されたスポーツ王国。"市民球団"広島カープを持つ広島で、サッカーは野球に次いで市民に親しまれたスポーツだった。こうした背景もあって、銭村健次・小畑実ら地元出身の有力選手の入団が相次ぎ、当時の主要タイトルである全日本選手権（天皇杯の前身）・全日本実業団・国体に常に優勝争いを繰り広げる実業団の強豪チームを作り上げた。
1949年（昭和24年）、第29回全日本サッカー選手権大会にて実業団チームとして初出場を果たした（準決勝敗退（1-7対東大LB））。

### 1950年代
1951年（昭和26年）、蹴球部が実業団サッカーのトップクラスとなり会社の看板となったことから、山崎は監督を退き部長兼総監督に就任し、小畑が選手兼任監督となった。小畑は自身の母校である慶応大のサッカースタイルである、「素早いパスサッカー」を東洋工業に導入した。
1954年（昭和29年）、第34回天皇杯にて実業団として初めて決勝に進出も準優勝(3-5対慶大BRB)。この決勝はVゴールも、PK戦のない時代、第4延長3時間にも及ぶ死闘となり、銭村が疲労のため意識不明となり倒れ、試合後は満足に歩ける選手がいない状況にまでなるほど、日本サッカー史に残る名勝負となった。この試合に於ける東洋工業の敢闘がその後の実業団チーム台頭の嚆矢となったもので、その意味でのエポックメーキングな試合であった。大学の時代から実業団の時代へ、その移行のトップを走ったのが東洋工業であり、実業団の時代からプロの時代への先頭を走ったのが、その後継チームであるサンフレッチェ広島であった。また当時の東洋工業は「バタンコ」と呼ばれた三輪トラックが主力で、会社名は浸透しておらず、この試合が東洋の社名を高めたといわれる。これ以降、他の実業団も強化に務め、天皇杯で台頭し始めた。
1955年（昭和30年）、全日本実業団でまたも準優勝（0-2対田辺製薬）。1956年（昭和31年）、田辺製薬の7連覇を阻みついに全日本実業団で優勝して初の全国タイトルを獲得した(4-0)。1957年（昭和32年）も第37回天皇杯で決勝進出、広島国泰寺高校で決勝戦が行われたが準優勝(1-2対中大クラブ)に終わる。
大学リーグでの優秀選手を中心に選ばれていたこの時代の全日本(現在のサッカー日本代表）において、上記の活躍から東洋工業の選手も選出され始め、1956年のメルボルンオリンピック代表には小沢通宏と下村幸男の2人が選ばれた。
この頃になると地元から頼まれて市内の小中高校へ指導に出かけるようになる。この時指導された選手が1960年代後半の黄金期を支えることとなる。

### 1960年代
1962年（昭和37年）、国体で初優勝を飾り(延長2-1対全大阪)、全日本実業団で古河電工(現:ジェフユナイテッド市原・千葉)と両チーム優勝。この活躍から同年に小沢がフットボーラー・オブ・ザ・イヤーを受賞した。
1965年（昭和40年）から始まった日本サッカーリーグ(JSL)にスタート時から8チームの一つとして参加。小畑を総監督（いわゆるゼネラルマネージャー）、下村を監督に登録メンバー25人中21人が広島県出身者で固められていた。サッカーの盛んな土地に、その土地の出身者を主力としたチームを作って、他の地域のチームに勝ってみたいースポーツの原点といえるチーム作りを重ねてきた東洋工業は、日頃近隣に強い対戦相手のいない不満を日本リーグの開幕とともに爆発させるような試合を披露した。就業時間が終わってからであっても工場に近いグラウンドで練習を積むことで、まず動きの速さと量で他のチームをしのいだ。多くの俊英を集めたこともあり、下村監督は「第3の動き」と呼ばれるコンビネーションプレーを叩き込むなど、攻守にわたる組織的なプレーでチーム力を安定させた。リーグ開始と同時に、縦横無尽のパスワークで攻撃的サッカーを展開し、まだ個人の力に頼りがちなプレーが多かった時代に異彩を放った。特に攻守の切り替えの早さは他チームと比べ、群を抜いていた。
この1965年（昭和40年）から1970年（昭和45年）がこのクラブの黄金期である。JSL第1回大会を12勝2分け0敗と無敗で優勝。第1回大会第14節（最終節）・対ヤンマー戦（現:セレッソ大阪）で記録した11-0（桑田:5・小城:4・松本:2）は、最多得点及び最多得失点差11点のJSL最高記録。第2回大会まで23連勝を記録するなど、第4回大会まで、日本のトップリーグでは空前絶後の4連覇の金字塔を樹立し、第6回大会も制覇したことにより、JSL27回の歴史で最多の5回の優勝を飾った。6年間で5回の優勝で、5回目の優勝だった1970年は、14試合で歴代最少の5失点という強固なディフェンスを誇った。更に天皇杯では、第45回大会で初優勝すると、6年で決勝に5度進出し3度の優勝を飾った。また国際舞台では、現在のACLにあたるアジアクラブ選手権1969に日本勢として初出場し3位入賞を果たした。
この時のメンバーの多くは全日本に選出され、1968年のメキシコオリンピックにも小城得達、桑原楽之、松本育夫の3人の代表選手を送り日本の銅メダル獲得に大きく貢献した。
なお1950年代から1960年代にかけては"広島サッカーの時代"と言ってもよく、多くの広島出身者が、関西・関東の大学や全国の実業団に進み、サッカー部を創部したり、チームの中核となったり、後のプロリーグ創設への布石を打つ等、日本サッカーの発展に著しい貢献を果たした。1960年代の日本蹴球協会会長野津謙、および、全日本監督長沼健の2人とも広島出身、全日本には東京五輪・メキシコ五輪といずれも最多の5人の選手を送り込み、日本代表は「広島弁が共通語」とまで言われ、デットマール・クラマーは広島弁で怒鳴ったといわれる。更に1965年JSLスタート時の8チーム中4チームの監督も広島出身（東洋下村・八幡寺西忠成・ヤンマー古川能章・三菱岡野良定）、例えば1968年のJSL登録選手も2位の埼玉県出身（22人）を超える43人もの広島県出身選手が占め、その中で東洋工業蹴球部は広島サッカーの象徴的な存在であった。
この時代の東洋工業を止めようと、他チームのほとんどがスウィーパーを置くようになり、そこから1970年代JSLはスウィーパーシステム流行へと向かった。

### 1970年代
しかし1970年代に入ると、環境面を整備した他チームの台頭により成績が徐々に低下していった。またJSL初期に抜群のコンビネーションを誇りリーグ随一の攻撃力だったFW陣が1970年前後に相次いで退団・引退したことや、世界的な戦術流行の流れに沿って、3トップから2トップに戦術変更するものの、得点力は伸びなかった。
1973年（昭和48年）オイルショックが発生。親会社である東洋工業の経営状態が悪化、サッカー部の運営にも影響が及び、数年間新人を全く採用出来なかった。このオイルショックは東洋工業のみならず広島経済界に大打撃を与え、広島サッカー界にも影響を及ぼしこれ以降低迷を続けていく。
1977年（昭和52年）、黄金期の中心選手だった小城が監督に就任。古田篤良・渡辺由一・安原真一らの活躍で、同年のリーグ戦では一時優勝争いに加わるものの最終的にリーグ戦4位、翌1978年（昭和53年）第58階天皇杯準優勝(0-1対三菱重工（現:浦和レッドダイヤモンズ））など一時的に建て直しに成功した。
しかし大卒の即戦力選手獲得には、地方である広島ということや東洋工業の経営不振から後手に回り世代交代が進まず、また同時期に初の外国人選手である宗像マルコス望を加入させたもののチームに馴染めなかったこともあり、これ以降外国人選手補強に消極的な姿勢を続けたため、チームの強化は思うように進まなかった。
これらの要因により、1980年代に入るとチームの弱体化は深刻なものになる。

### 1980年代
1981年（昭和56年）、マツダスポーツクラブ（マツダSC）に名称変更。同年、黄金期の選手の一人であった二村昭雄が監督に就任するが低迷を阻止する事は出来ず、翌1983年（昭和57年）一度目のJSL2部降格をする事になった。
そこで1984年（昭和58年）、今西和男が監督に就任し、古豪を復活させるべく改革に乗り出す。それまで日本人選手や日系人選手のみで構成された純血主義の伝統を打ち破り、オランダからハンス・オフトをコーチに、ディド・ハーフナーをGKコーチ（選手兼任）に招聘、オフトが実質的な監督として現場の全権を掌握し、今西は名目上の監督であるが実際はゼネラルマネージャー業務を行うことになった。オフトは伝統あるチームの再建に興味を持ちオファーを受けたが、チーム状況は最悪であった。選手達には技術、体力以前にメンタルに問題があるとし、意識改革を促す事から始めた。2年目からは「シンキング・フットボール」を合言葉に、後に日本代表監督となって流行語にもなった「アイコンタクト」「トライアングル」「コーチング」「スリーライン」「スモールフィールド」「サイドアタック」「タスク」「ディシプリン」といったサッカー用語を当時から使用し、戦術的な役割を事細かく教育し始めた。後に日本代表をアジアの頂点に導くオフトサッカーの原型はマツダで培ったものであった。
また、大卒の即戦力選手の獲得が思うように成らなかった過去の経験から、2軍であるマツダSC東洋を強化し、高卒選手育成に努めた。
オフトの下で組織的に訓練されたチームは1985年（昭和60年）JSL1部昇格、同年度の天皇杯ベスト4進出。1986年（昭和61年）、マツダサッカークラブに名称変更、昇格初年度のJSL1部で7位と健闘。1987年（昭和62年）オフトが正式に監督となり、信藤克義（信藤健仁）・猿沢茂・高橋真一郎ら地元選手の奮闘もあり、同年度の天皇杯準優勝(0-2読売クラブ、現:東京ヴェルディ)するが、同年度のJSLでは不振が続き二度目の2部降格となった。この責任を取りオフトは辞任した。
1988年（昭和63年）、今西はビル・フォルケスをコーチとして招聘し、オフトの役割だった実質的な監督として置いた。フォルケスは母国の戦術で古い戦術でもあるキック・アンド・ラッシュ戦術を用いたが、オフト時代のアプローチと変わったこともあり一部選手には不評だった。1989年（平成元年）、当時2. ブンデスリーガでプレーしていた元日本代表の風間八宏を獲得する。マツダSC東洋で育成した選手達の成長もあって1991年（平成3年）にJSL1部復帰。日本リーグ最後の年となった1991-92シーズン、フジタ(現:湘南ベルマーレ)から移籍加入した高木琢也の活躍もあり、6位で面目を保った。

### その後
1992年日本プロサッカーリーグ（Jリーグ）創設に伴い、このチームを母体としてサンフレッチェ広島が誕生する。Jリーグ最西端のクラブとして名を連ねた。これに伴い、2軍（サテライト）扱いだったマツダSC東洋は新生「マツダSC」として中国社会人サッカーリーグに登録、サンフレッチェとプロ契約できなかった選手などが同チームに所属した。
OBの多くは現在もサッカー指導者・ゼネラルマネージャー・アドバイザー等として日本サッカー界に貢献している。
- 2013年現在Jリーグ最高齢監督記録保持者である松本育夫[75] は元東洋工業監督である。
- 2012年のJリーグでは、高橋真一郎（東京V）、松田浩（栃木）、小林伸二（徳島）、風間八宏（川崎）、上野展裕（新潟・暫定）、高木琢也（熊本）、森保一（広島）と、7人のOBがJリーグ監督を務めた[76]。
- 過去に東洋工業から日本代表監督を輩出しているが、サンフレ以降では森山佳郎（U-17日本代表)と森保一(A代表)がいる。
- 日本代表GKコーチとして、ハーフナー・ディド（オフト監督時代）、望月一頼（トルシエ監督時代）を輩出している。
- サッカークラブ球団社長経験者としては、丹羽洋介（長野）、今西和男（岐阜）、松本育夫（川崎）、織田秀和（広島）、河村孝（山口）、などがいる。

また2012年のJ1ではサンフレッチェが優勝したことにより東洋工業が最後にJSLで優勝した1970年から42年ぶりのトップカテゴリでのリーグ優勝、さらに2013年のJ1では1968年以来45年ぶりに連覇を達成した。

## 成績

### JSL
| 年      | 所属         | 順位 | 勝点 | 勝 | 分          | 負 | 得点 | 失点 | JSLカップ | 監督                           |
| ------- | ------------ | ---- | ---- | -- | ----------- | -- | ---- | ---- | --------- | ------------------------------ |
| 1965    | JSL          | 優勝 | 26   | 12 | 2           | 0  | 44   | 9    | -         | 下村幸男                       |
| 1966    | JSL          | 優勝 | 25   | 12 | 1           | 1  | 43   | 6    | -         | 下村幸男                       |
| 1967    | JSL          | 優勝 | 22   | 10 | 2           | 2  | 37   | 16   | -         | 下村幸男                       |
| 1968    | JSL          | 優勝 | 21   | 10 | 1           | 3  | 31   | 11   | -         | 下村幸男                       |
| 1969    | JSL          | 2位  | 21   | 10 | 1           | 3  | 31   | 10   | -         | 下村幸男                       |
| 1970    | JSL          | 優勝 | 23   | 11 | 1           | 2  | 33   | 5    | -         | 下村幸男                       |
| 1971    | JSL          | 6位  | 10   | 3  | 4           | 7  | 11   | 17   | -         | 大橋謙三                       |
| 1972    | JSL1部       | 3位  | 16   | 7  | 2           | 5  | 20   | 13   | -         | 大橋謙三                       |
| 1973    | JSL1部       | 8位  | 14   | 4  | 6           | 8  | 16   | 28   | 予選敗退  | 大橋謙三                       |
| 1974    | JSL1部       | 6位  | 18   | 6  | 6           | 6  | 20   | 25   | -         | 大橋謙三                       |
| 1975    | JSL1部       | 8位  | 12   | 4  | 4           | 10 | 20   | 29   | -         | 大橋謙三                       |
| 1976    | JSL1部       | 8位  | 15   | 5  | 5           | 8  | 16   | 20   | ベスト16  | 松本育夫                       |
| 1977    | JSL1部       | 4位  | 42   | 9  | 2PK勝 2PK敗 | 5  | 38   | 20   | GL敗退    | 小城得達                       |
| 1978    | JSL1部       | 6位  | 34   | 7  | 3PK勝 0PK敗 | 8  | 23   | 34   | GL敗退    | 小城得達                       |
| 1979    | JSL1部       | 6位  | 33   | 5  | 4PK勝 5PK敗 | 4  | 20   | 19   | ベスト16  | 小城得達                       |
| 1980    | JSL1部       | 7位  | 15   | 6  | 3           | 9  | 22   | 26   | ベスト16  | 小城得達                       |
| 1981    | JSL1部       | 8位  | 13   | 4  | 5           | 9  | 15   | 27   | 2回戦敗退 | 二村昭雄                       |
| 1982    | JSL1部       | 8位  | 14   | 5  | 4           | 9  | 14   | 24   | 2回戦敗退 | 二村昭雄                       |
| 1983    | JSL1部       | 10位 | 12   | 5  | 2           | 11 | 15   | 31   | 2回戦敗退 | 二村昭雄                       |
| 1984    | JSL2部       | 6位  | 18   | 7  | 4           | 7  | 24   | 20   | ベスト16  | 今西和男                       |
| 1985    | JSL2部・西   | _    | 12   | 5  | 2           | 3  | 14   | 10   | 1回戦敗退 | 今西和男                       |
| 1985    | JSL2部・上位 | 2位  | 11   | 3  | 5           | 2  | 13   | 10   | 1回戦敗退 | 今西和男                       |
| 1986-87 | JSL1部       | 7位  | 23   | 6  | 11          | 5  | 17   | 17   | 1回戦敗退 | 今西和男                       |
| 1987-88 | JSL1部       | 11位 | 13   | 2  | 9           | 11 | 8    | 18   | 2回戦敗退 | ハンス・オフト                 |
| 1988-89 | JSL2部・西   | _    | 22   | 9  | 4           | 1  | 24   | 6    | ベスト16  | 今西和男 （1991-1992は総監督） |
| 1988-89 | JSL2部・上位 | 5位  | 14   | 5  | 4           | 5  | 16   | 9    | ベスト16  | 今西和男 （1991-1992は総監督） |
| 1989-90 | JSL2部       | 3位  | 67   | 20 | 7           | 3  | 62   | 20   | 2回戦敗退 | 今西和男 （1991-1992は総監督） |
| 1990-91 | JSL2部       | 2位  | 74   | 24 | 2           | 4  | 76   | 17   | ベスト16  | 今西和男 （1991-1992は総監督） |
| 1991-92 | JSL1部       | 6位  | 27   | 7  | 6           | 9  | 30   | 23   | ベスト4   | 今西和男 （1991-1992は総監督） |

## 国際試合
| 開催年 | 月日    | 大会名                  | 大会名           | 対戦相手               | 開催地         | スコア | 勝敗 |
| ------ | ------- | ----------------------- | ---------------- | ---------------------- | -------------- | ------ | ---- |
| 1969年 | 1月15日 | アジアクラブ 選手権1969 | グループ Bリーグ | マッカビ・テルアビブFC | バンコク、タイ | 2-3    | 敗北 |
| 1969年 | 1月17日 | アジアクラブ 選手権1969 | グループ Bリーグ | ペルセポリスFC         | バンコク、タイ | 1-0    | 勝利 |
| 1969年 | 1月21日 | アジアクラブ 選手権1969 | グループ Bリーグ | 九龍バス               | バンコク、タイ | 1-0    | 勝利 |
| 1969年 | 1月24日 | アジアクラブ 選手権1969 | グループ Bリーグ | ペラFA                 | バンコク、タイ | 1-0    | 勝利 |
| 1969年 | 1月28日 | アジアクラブ 選手権1969 | 準決勝           | 陽地                   | バンコク、タイ | 0-2    | 敗北 |
| 1969年 | 1月30日 | アジアクラブ 選手権1969 | 3位決定戦        | マイソール州選抜       | バンコク、タイ | 2-0    | 勝利 |

## タイトル・表彰
| - 全日本実業団サッカー選手権大会 - 1956年、1962年 - 国民体育大会 - 1962年 - 天皇杯全日本サッカー選手権大会 - 1965年、1967年、1969年 - 日本サッカーリーグ - 1965年、1966年、1967年、1968年、1970年 - NHK杯元日サッカー - 1967年 - アジアクラブ選手権 - 3位(1968/69年) | - 日本年間最優秀選手賞 - 1962年 小沢通宏 - 1965年 小城得達 - 1970年 小城得達 - JSL得点王 - 1966年 小城得達 - JSLアシスト王 - 1966年 桑田隆幸 - 1977年 安原真一 - 新人王 - 1966年 松本育夫 - 1982年 猿沢茂 - 1991/92年 高木琢也 - ベスト11 - 1966年 今西和男、小城得達、桑田隆幸、松本育夫 - 1967年 小城得達 - 1968年 小城得達 - 1969年 小城得達 - 1970年 船本幸路、小城得達 - 1971年 小城得達 - 1972年 小城得達 - 1986/87年 ディド・ハーフナー |

## 歴代監督
下記国籍のうち日本人は国旗表記を省略する。
| 名前           | 国籍         | 任期        | 主なタイトル                                                                          | 備考                                                           |
| -------------- | ------------ | ----------- | ------------------------------------------------------------------------------------- | -------------------------------------------------------------- |
| 山崎芳樹       |              | 1938 - 1950 |                                                                                       | 1943年から1946年まで休部                                       |
| 小畑実         |              | 1951 - 1963 | 全日本実業団：1956・1962 国体：1962                                                   |                                                                |
| 下村幸男       |              | 1964 - 1970 | JSL：1965・1966・1967・1968・1970 天皇杯：1965・1967・1969 1969アジアクラブ選手権出場 |                                                                |
| 大橋謙三       |              | 1971 - 1975 |                                                                                       | 1971年全日本ユース監督と兼務                                   |
| 松本育夫       |              | 1976        |                                                                                       | 1976年全日本ユース監督と兼務                                   |
| 小城得達       |              | 1977 - 1980 |                                                                                       |                                                                |
| 二村昭雄       |              | 1981 - 1983 |                                                                                       | クラウツンコーチ1983年8月から9月                               |
| 今西和男       |              | 1984 - 1987 |                                                                                       | オフトコーチ1984年から1987年                                   |
| ハンス・オフト | オランダの旗 | 1987 - 1988 |                                                                                       |                                                                |
| 今西和男       |              | 1988 - 1992 |                                                                                       | ビルコーチ1988年から1991年 ただし今西は1991-1992年は総監督名義 |

- 初期の山崎と小畑は選手兼任で監督を行っていたが、小畑は途中から監督専業となっている。
- 1970年代の大橋と松本は年代別代表監督と兼務で行っており、その後大橋は東洋工業、松本は年代別代表の監督専任となった。
- 初めての外国籍スタッフは、1983年夏の中断時期に短期来日したクラウツン。以降も外国籍スタッフが入っていたが、そのうち正式に監督職となったのはオフトのみ。
- 1984年以降、名目上は今西が監督として登録されていたが、実際は外国人コーチが監督として現場で指導および指揮をしていた[出典 49]。なお、1991-92シーズンはフォルケスが日本を離れたこともあり今西が総監督名義で現場を指揮している。

## 歴代選手
所属全選手ではなく、名前のわかっているものを記載している。Category:東洋工業サッカー部の選手も参照。太字は国際Aマッチ出場選手。日本人は国籍欄省略。JFA 公認S級コーチライセンス取得者はS級欄に○。 ポジション欄の意味は以下の通り。
- GK：ゴールキーパー
- FB：フルバック、CB：センターバック、SB：サイドバック
- HB：ハーフバック、MF：ミッドフィルダー
- FW：フォワード

| 名前                   | 国籍                 | ポジション | 在籍        | S級 | 備考                                                                                           |
| ---------------------- | -------------------- | ---------- | ----------- | --- | ---------------------------------------------------------------------------------------------- |
| 山崎芳樹               |                      |            | 1938 - 1950 |     | 監督兼任                                                                                       |
| 銭村健次               |                      | FW         | 1948 - ?    |     | 健次・健三・健四の銭村3兄弟長男                                                                |
| 小畑実                 |                      | FW         | 1949 - ?    |     | 一時監督兼任                                                                                   |
| 芳野統男               |                      | FB         | ? - ?       |     |                                                                                                |
| 下村幸男               |                      | GK         | 1952 - 1961 |     | メルボルン五輪出場                                                                             |
| 樽谷恵三               |                      | FW         | 1953 - ?    |     |                                                                                                |
| 重松良典               |                      | FW         | 1954 - ?    |     |                                                                                                |
| 小沢通宏               |                      | HB、FB     | 1955 - 1967 |     | メルボルン五輪出場 1962年フットボーラーオブザイヤー                                            |
| 北島秀夫               |                      | HB         | 1955 - ?    |     |                                                                                                |
| 田中雍和               |                      | FW         | ? - ?       |     |                                                                                                |
| 大橋謙三               |                      | HB         | ? - 1967    |     | 田辺製薬から移籍                                                                               |
| 沼野博                 |                      | HB         | 1956 - ?    |     | 藤枝東高校ＯＢ 静岡県焼津市鰯が島出身 株式会社ジャパ代表 享年63                                |
| 石井義信               |                      | HB         | 1957 - 1968 |     | 藤和不動産へ移籍                                                                               |
| 小原勝                 |                      |            | 1957 - ?    |     |                                                                                                |
| 大島治男               |                      | FW         | 1958 - ?    |     |                                                                                                |
| 桑原弘之               |                      | FB         | 1960 - 1970 |     | 桑原楽之の兄                                                                                   |
| 川西武彦               |                      | FW         | 1961 - 1966 |     |                                                                                                |
| 船本幸路               |                      | GK         | 1961 - 1975 |     |                                                                                                |
| 中村勤                 |                      | FW         | 1962 - 1966 |     | 早稲田大学へ進学                                                                               |
| 丹羽洋介               |                      | FB         | 1963 - 1971 |     |                                                                                                |
| 今西和男               |                      | FB、HB     | 1963 - 1969 | ○   |                                                                                                |
| 岡光龍三               |                      | FW         | 1963 - 1970 |     |                                                                                                |
| 松本育夫               |                      | FW         | 1964 - 1971 | ○   | メキシコ五輪出場                                                                               |
| 桑田隆幸               |                      | FW、HB     | 1965 - 1969 |     |                                                                                                |
| 小城得達               |                      | FW、HB、FB | 1965 - 1976 |     | メキシコ五輪出場 1965・1970年フットボーラーオブザイヤー                                        |
| 桑原楽之               |                      | FW         | 1965 - 1972 |     | メキシコ五輪出場 桑原弘之の弟                                                                  |
| 上橋 徹                |                      | FW         | 1966 - ?    |     |                                                                                                |
| 吉田浩                 |                      | HB         | 1966 - ?    |     |                                                                                                |
| 大野毅                 |                      | FB         | 1967 - ?    |     |                                                                                                |
| 国枝強                 |                      | FB         | 1967 - ?    |     |                                                                                                |
| 谷本圀之               |                      | FW、HB     | 1968 - ?    |     |                                                                                                |
| 川野淳次               |                      | HB、FB     | 1968 - 1976 | ○   |                                                                                                |
| 佐伯一彦               |                      | HB         | 1968 - ?    |     |                                                                                                |
| 小滝強                 |                      | FB、CB     | 1968 - ?    |     | 強・春男・勇一の小滝3兄弟長男                                                                  |
| 小原秀男               |                      | FW、HB、FB | 1969 - 1981 |     |                                                                                                |
| 小滝春男               |                      | FB、SB     | 1971 - 1981 |     | 強・春男・勇一の小滝3兄弟次男                                                                  |
| 高田豊治               |                      | HB、CB     | 1971 - 1978 | ○   |                                                                                                |
| 堀口照幸               |                      | HB         | 1971 - 1977 |     |                                                                                                |
| 安原真一               |                      | FW         | 1971 - 1981 |     |                                                                                                |
| 宮崎輝比古             |                      | HB         | ? - 1981    |     |                                                                                                |
| 古田篤良               |                      | HB、CB     | 1975 - 1984 |     |                                                                                                |
| 野曽原芳彦             |                      | GK         | 1975 - ?    |     |                                                                                                |
| 渡辺由一               |                      | HB         | 1977 - ?    |     |                                                                                                |
| 山出実                 |                      | FW         | ? - 1982    |     |                                                                                                |
| 中野重富               |                      | FW         | ? - 1984    |     |                                                                                                |
| 河内勝幸               |                      | HB         | 1978 - ?    | ○   |                                                                                                |
| 宗像マルコス望         | ブラジルの旗         |            | 1980 - 1982 |     |                                                                                                |
| 高橋真一郎             |                      | FW         | 1980 - 1992 | ○   |                                                                                                |
| 中村重和               |                      | SB、MF     | 1981 - 1989 | ○   |                                                                                                |
| 猿沢茂                 |                      | FW、MF     | 1982 - 1991 |     |                                                                                                |
| 小林伸二               |                      | FW         | 1983 - 1990 | ○   |                                                                                                |
| 今川正浩               |                      | FW         | 1983 - ?    | ○   |                                                                                                |
| 木村孝洋               |                      | MF         | 1983 - 1988 | ○   |                                                                                                |
| 信藤健仁               |                      | CB         | 1983 - 1990 | ○   | 旧名・克義、三菱に移籍 在籍時に息子信藤健太生誕                                                |
| 上原洋史               |                      | MF         | 1983 - ?    |     |                                                                                                |
| 山田隆                 |                      | SB         | 1983 - ?    |     | 引退後に息子山田直輝生誕                                                                       |
| 松田浩                 |                      | CB         | 1984 - 1992 | ○   |                                                                                                |
| 望月一頼               |                      | GK         | 1984 - 1988 | ○   |                                                                                                |
| 佐藤康之               |                      | SB、CB     | 1984 - 1992 |     |                                                                                                |
| 織田秀和               |                      | MF         | 1984 - ?    |     |                                                                                                |
| ディド・ハーフナー     | オランダの旗         | GK         | 1986 - 1988 | ○   | 読売へ移籍、後に日本帰化 在籍時に息子ハーフナー・マイク生誕 （ハーフナー・ニッキは移籍後生誕） |
| 島卓視                 |                      | FW         | 1986 - 1992 |     |                                                                                                |
| 横内昭展               |                      | MF         | 1986 - 1992 | ○   |                                                                                                |
| 前川和也               |                      | GK         | 1986 - 1992 |     | （前川黛也はサンフレ時代に生誕）                                                               |
| 山西博文               |                      | SB、CB     | 1986 - 1992 |     |                                                                                                |
| クレック・ノーリー     | イングランドの旗     | FW         | 1987 - 1988 |     |                                                                                                |
| ロン・ヤンス           | オランダの旗         | MF         | 1987 - 1988 |     |                                                                                                |
| 崔景植                 | 大韓民国の旗         | CB         | 1987 - 1988 |     |                                                                                                |
| 森保一                 |                      | MF         | 1987 - 1992 | ○   | 在籍時に息子森保翔平生誕                                                                       |
| 河村孝                 |                      | FW、MF     | 1987 - 1991 |     | 横浜Fに移籍                                                                                    |
| 幸田将和               |                      | MF、SB     | 1988 - 1992 |     |                                                                                                |
| 和泉茂徳               |                      | SB、CB     | 1988 - 1992 |     | マツダSC東洋のみ                                                                               |
| 虫谷泰典               |                      | CB         | 1988 - 1992 |     |                                                                                                |
| イアン・グリフィス     | イングランドの旗     | FW         | 1989 - 1990 |     |                                                                                                |
| デヴィッド・ホジソン   | イングランドの旗     | MF         | 1989 - 1990 |     |                                                                                                |
| アラン・アーバイン     | スコットランドの旗   | FW         | 1989 - 1990 |     |                                                                                                |
| トニー・ヘンリー       | イングランドの旗     | SB、MF     | 1989 - 1991 |     |                                                                                                |
| 風間八宏               |                      | MF         | 1989 - 1992 | ○   | 在籍時に息子風間宏希生誕 （風間宏矢はサンフレ時代に生誕）                                      |
| 平田英治               |                      | FW         | 1989 - 1992 |     |                                                                                                |
| 河野和正               |                      | GK         | 1989 - 1992 |     |                                                                                                |
| 片野坂知宏             |                      | SB         | 1990 - 1992 | ○   |                                                                                                |
| 月岡利明               |                      | SB         | 1990 - 1992 |     | マツダSC東洋のみ                                                                               |
| ダニエル・カリッチマン | アメリカ合衆国の旗   | CB         | 1991 - 1992 |     |                                                                                                |
| ユリウス・ベーリック   | チェコスロバキアの旗 | CB         | 1991 - 1992 |     |                                                                                                |
| ユーリー・カビル       | チェコスロバキアの旗 | MF         | 1991 - 1992 |     |                                                                                                |
| 上野展裕               |                      | MF         | 1991 - 1992 | ○   | 全日空から移籍                                                                                 |
| 吉田安孝               |                      | CB         | 1991 - 1992 |     | 田辺製薬から移籍                                                                               |
| 亀田明広               |                      | FW         | 1991 - 1992 |     | NTT関東から移籍、浦和へ移籍                                                                    |
| 高木琢也               |                      | FW         | 1991 - 1992 | ○   | フジタから移籍 （高木利弥は移籍後生誕）                                                        |
| 森山佳郎               |                      | SB         | 1991 - 1992 | ○   |                                                                                                |
| 柳本啓成               |                      | SB         | 1991 - 1992 |     | マツダSC東洋のみ                                                                               |
| 笛真人                 |                      | FW         | 1991 - 1992 |     | マツダSC東洋のみ                                                                               |
| 森秀昭                 |                      | CB、SB     | 1991 - 1992 |     | マツダSC東洋のみ                                                                               |